# State Fair
State Fair es una película musical dirigida por Walter Lang en 1945, y protagonizada por Jeanne Crain, Dana Andrews, Dick Haymes, Vivian Blaine, Fay Bainter y Charles Winninger.
La película es especialmente recordada por incluir la canción It Might as Well Be Spring, composición de Richard Rodgers con letra de Oscar Hammerstein II, que ganó el premio Óscar a la mejor canción original de dicho año. Tal canción era cantada en el filme por Louanne Hogan e interpretada con sincronía de labios por la actriz Jeanne Crain.

## Reparto
- Jeanne Crain ... Margy Frake
- Dana Andrews ... Pat Gilbert
- Dick Haymes ... Wayne Frake
- Vivian Blaine ... Emily Edwards
- Charles Winninger ... Abel Frake
- Fay Bainter ... Melissa "Ma" Frake
- Donald Meek ... Sr. Hippenstahl
- William Marshall ... Marty
- Frank McHugh ... McGee
- Percy Kilbride ... Dave Miller
- Phil Brown  ... Harry Ware
- Harry Morgan ... Operador del puesto de aros en la feria